# Big Star
Big Star é uma banda de rock estadunidense formada na década de 1970. Seguindo o caminho trilhado pela música pop no passado - mais especificamente pelos Beatles, The Byrds, The Who, The Zombies, Moby Grape e os The Beach Boys - O Big Star conseguiu reinventar o pop da geração pós anos 60 com seu estilo que lembrava o dos grupos da Invasão Britânica. 
Em uma era de cantores-compositores e de bandas de heavy metal e rock progressivo, eles gravaram canções concisas e melódicas, permanecendo, no entanto, na obscuridade. 
A banda se tornou mais conhecida após sua separação em 1974. Voltou em 1993 (ainda com os integrantes originals Chilton e Jody Stephens), gravando e lançando um novo álbum de estúdio em 2005.

## História
O Big Star foi formado em 1971 em Memphis, Tennessee, por Chris Bell (guitarra, vocais), Andy Hummel (baixo) e Jody Stephens (bateria). Pouco depois, o guitarrista e vocalista Alex Chilton (ex-The Box Tops) juntou-se a eles. Todos os quatro contribuíam nas composições e vocais, com Chilton e Bell como a principal equipe de colaboradores (inspirados na dupla Lennon/McCartney dos Beatles)
O nome da banda veio de um supermercado de Memphis, e só foi decidido durante as sessões de gravação de seu álbum de estréia, #1 Record, lançado em 1972. Problemas de distribuição com a gravadora Ardent Studios resultaram em vendas mínimas. 
Bell, enfrentando problemas de depressão e desapontado com o fracasso comercial do álbum, deixou o grupo em 1972 para seguir carreira solo. Pouco depois o Big Star foi dissolvido por um breve período, retornando para lançar Radio City, em 1974, álbum que trazia duas das mais conhecidas canções da banda, "September Gurls" e "Back of a Car". Embora não-creditado, Bell contribuiu na composição de algumas canções, como "O My Soul" e "Back of a Car". Apesar de aclamado pela crítica, Radio City não vendeu bem; Hummel deixou a banda, sendo substituído por Jon Lightman. 
Depois de gravar algumas faixas para um disco duplo no final de 1974, a banda novamente se separou. Third, como foi então chamado, só seria lançado em 1978.
Chilton e Stephens reuniram-se em 1993 com Jon Auer e Ken Stringfellow, da banda The Posies, no lugar de Bell (que morreu em um acidente de carro em 1978) e Hummel (que largou a música para ser engenheiro-de-som) para tocar na Universidade de Missouri. Em seguida vieram turnês pela Europa e Japão. Em 2000 o Big Star foi apresentado a uma nova geração de fãs depois que uma versão de sua música "In The Street" foi usada como tema para o programa televisivo That 70's Show durante a temporada de 1998.
A nova formação da banda voltou ao Ardent Studios no começo de 2004 para gravar um novo álbum. Intitulado In Space, foi lançado em 27 de setembro de 2005.
Em 2010 morre Alex Chilton, de causas não reveladas, aos 59 anos.

## Discografia
- 1972 #1 Record
- 1974 Radio City
- 1978 Third/Sister Lovers
- 1992 Live
- 1999 Nobody Can Dance
- 1993 Columbia: Live at Missouri University
- 2005 In Space